# Championnat de Malaisie de football 2002
Navigation
Saison 2001 Saison 2003
La saison 2002 du Championnat de Malaisie de football est la vingtet-unième édition de la première division en Malaisie. Le championnat n'est en fait qu'une phase qualificative pour une compétition plus prestigieuse, la Coupe de Malaisie. Les quatorze meilleurs clubs engagés affrontent deux fois leurs adversaires, à domicile et à l'extérieur et seuls les douze premiers se qualifient pour la phase finale de la Coupe de Malaisie, disputée sous forme de matchs à élimination directe. En fin de saison, les deux derniers du classement sont relégués et remplacés par les deux meilleurs clubs de deuxième division.
C'est le club de Perak FA qui termine en tête du classement et qui remporte donc le titre officiel de champion de Malaisie. C'est le tout premier titre de champion de l'histoire du club.

## Les clubs participants
| - Kelantan FA - Pahang FA - Kuala Lumpur FA - Penang FA - Melaka FA - Johor FC - Promu de D2 - NS Chempaka - Promu de D2 | - Sarawak FA - Negeri Sembilan FA - Perak FA - Selangor FA - Terengganu FA - Perlis FA - Sabah FA - Promu de D2 |

## Compétition
Le barème de points servant à établir le classement se décompose ainsi :
- Victoire : 3 points
- Match nul : 1 point
- Défaite : 0 point

### Classement
| Rang | Équipe             | Pts | J  | G  | N  | P  | Bp | Bc | Diff |
| ---- | ------------------ | --- | -- | -- | -- | -- | -- | -- | ---- |
| 1    | Perak FA           | 60  | 26 | 19 | 3  | 4  | 42 | 15 | +27  |
| 2    | Selangor FA        | 56  | 26 | 17 | 5  | 4  | 43 | 27 | +16  |
| 3    | Sabah FAP          | 47  | 26 | 13 | 8  | 5  | 48 | 30 | +18  |
| 4    | Penang FA'T'C      | 47  | 26 | 13 | 8  | 5  | 48 | 31 | +17  |
| 5    | Terengganu FA      | 41  | 26 | 12 | 5  | 9  | 36 | 24 | +12  |
| 6    | Johor FCP          | 41  | 26 | 12 | 5  | 9  | 37 | 27 | +10  |
| 7    | Perlis FA          | 41  | 26 | 11 | 8  | 7  | 31 | 23 | +8   |
| 8    | Sarawak FA         | 34  | 26 | 8  | 10 | 8  | 40 | 28 | +12  |
| 9    | Pahang FA          | 31  | 26 | 8  | 7  | 11 | 43 | 39 | +4   |
| 10   | Kelantan FA        | 30  | 26 | 9  | 3  | 14 | 29 | 41 | -12  |
| 11   | Melaka FA          | 27  | 26 | 8  | 3  | 15 | 28 | 48 | -20  |
| 12   | NS ChempakaP       | 19  | 26 | 4  | 7  | 15 | 21 | 50 | -29  |
| 13   | Kuala Lumpur FA    | 16  | 26 | 4  | 4  | 18 | 21 | 48 | -27  |
| 14   | Negeri Sembilan FA | 16  | 26 | 4  | 4  | 18 | 25 | 61 | -36  |

|  | Qualification pour la Coupe de l'ASEAN 2003 et pour la phase finale de la Coupe de Malaisie               |
|  | Qualification pour la phase finale de la Coupe de Malaisie                                                |
|  | Relégation en deuxième division                                                                           |
|  | T : Tenant du titre C : Vainqueur de la Coupe de la Fédération de Malaisie P : Promu de deuxième division |

## Bilan de la saison
| Championnat de Malaisie de football 2002           |                      |
| Champion                                           | Perak FA (1er titre) |
| Coupes et trophées                                 |                      |
| Vainqueur de la Coupe de la Fédération de Malaisie | Penang FA            |
| Qualifications continentales                       |                      |
| Coupe de l'ASEAN 2003                              | Perak FA             |
| Promotions et relégations                          |                      |
| Promus en Premier 1 League                         | Kedah FA             |
| Promus en Premier 1 League                         | Melaka Telekom       |
| Relégués en Premier 2 League                       | Kuala Lumpur FA      |
| Relégués en Premier 2 League                       | Negeri Sembilan FA   |